# Chronicon miscellaneum ad annum Domini 724 pertinens

Le Chronicon miscellaneum ad annum Domini 724 pertinens (titre considéré aujourd'hui comme inapproprié) est une collection de textes historiographiques en langue syriaque contenus dans un manuscrit du VIIIe siècle de la British Library, le Ms. Add. 14 643 (fol. 1-57).

## Titre
Le titre est celui que donna Jean-Baptiste Chabot à sa traduction latine dans la collection CSCO en 1904. Il a été reconnu depuis que le texte qui recouvre les deux dernières pages (une brève notice sur Mahomet suivie d'une liste des califes, avec la durée de leur règne, jusqu'à Yazid II, mort en 724), texte visiblement traduit d'un original arabe, a été ajouté par le scribe du VIIIe siècle, mais est sans rapport avec ce qui précède. Ce document final explique que le texte fut intitulé Liber Chalipharum par J. P. N. Land dans ses Anecdota Syriaca en 1862, un titre qui se retrouve encore dans des ouvrages assez récents.
Dans ce qui précède le document final, rien ne va au-delà de l'an 640 (et le dernier événement daté est de 636). L'an 640 est impliqué dans un passage chronologique qui attribue à Héraclius trente ans de règne, et cet empereur est le dernier dans l'ordre historique qui soit mentionné. Héraclius étant mort en février 641, il est probable que la dernière main a été mise au texte dans les mois précédents. Certains auteurs récents parlent de Chronique de 640.

## Structure
Ce texte passe traditionnellement pour un fatras incohérent, non seulement constitué d'éléments de nature et de provenance variées, mais de plus les présentant dans le plus grand désordre ; vers la fin, même l'ordre chronologique n'est pas respecté. Dans sa préface, J. P. N. Land prévient qu'il reproduit ce texte, « même s'il a été constitué par un homme complètement stupide (quamvis a stultissimo homine congestum) », parce qu'il contient des fragments historiques de grande valeur. Pour Carl Anton Baumstark, le compilateur devait être un illettré (ungeschult), et toute tentative de trouver une unité littéraire dans ce matériau bariolé (aus diesem buntscheckigen Stoff) est désespérée. Plus récemment, Andrew Palmer a au contraire soutenu l'idée que la construction de l'ensemble, bien que complexe, était pensée, avec une visée démonstrative : le compilateur était un religieux de l'Église jacobite dénonçant le règne des empereurs hérétiques depuis le concile de Chalcédoine (451), avec la parenthèse tolérante des règnes de Zénon et d'Anastase (474-518).

## Contenu
Le texte est divisé en sept rubriques : la première, qui apparaît très fragmentairement au début d'un codex très abîmé, était un traité géographique ; la seconde est une généalogie biblique allant d'Adam jusqu'aux douze fils de Jacob ; la troisième (avec le premier titre rouge de « rubrique » conservé dans l'état actuel du codex, « Compte-rendu de matières variées ») est une chronique sous forme de tableau des rois païens depuis l'époque d'Abraham jusqu'à la vingtième année du règne de Constantin (rois assyriens, perses, hellénistiques, dirigeants juifs, empereurs romains, avec des calculs chronologiques complexes et des retours en arrière) ; les quatrième et cinquième portent sur la période allant du concile de Nicée (325) au concile d'Éphèse (431), avec ensuite une chronologie des empereurs allant jusqu'à Héraclius (et une évocation de la rencontre de celui-ci avec Schahr-Barâz à Arabissos en juillet 629) ; la sixième, intitulée « Explication d'années relatées à cause de beaucoup de choses (sukkōlō da-šnayyō d-mawd'ōn mețțūl ṣebwōtō saggiyyōtō) », commence par un tremblement de terre qui eut lieu à Antioche le 14 septembre 456 et donne une liste d'événements jusqu'en 636 (dont à nouveau la rencontre d'Arabissos), puis revient à la fondation de l'Église d'Antioche par l'apôtre Pierre en l'an 32 et redonne une liste d'événements allant jusqu'à un affrontement romano-perse sur l'Euphrate en 529 ; la septième se présente comme une énumération de conciles, depuis un concile tenu en 117, sous Hadrien, à Ancyre, qui excommunia Sabellius (lequel vécut en fait un siècle plus tard), jusqu'au concile de Chalcédoine.
Les sources repérables sont un géographe grec également exploité par les auteurs du Chronicon Paschale et de la chronique à l'origine des Excerpta Barbari ; la Chronique universelle d'Eusèbe de Césarée ; Aphraate le Sage persan ; une chronique non identifiée composée à Édesse ; un chroniqueur d'Antioche du milieu du Ve siècle ; et des documents et informations provenant du monastère de Qennesrin.
Les trois notices historiquement les plus récentes (datées des années 629, 634 et 636) sont les suivantes :
« L'an 940 au mois de Héziron [i. e. en juin 629], un violent tremblement de terre se produisit de nuit. La même année au mois de Tammuz [i. e. en juillet], l'empereur romain Héraclius et le patrice perse Schahr-Barâz se rencontrèrent dans un lieu situé au nord, enserré par des montagnes, appelé Arabissos Tripotamos, où ils fondèrent une église qu'ils appelèrent 'RYNW, et ils parlèrent de paix ; ils convinrent de fixer la frontière sur l'Euphrate. Et ainsi ils conclurent un traité de paix. »
« L'an 945, indiction VII, au mois de Chebot, le quatrième jour [i. e. le 4 février 634], un vendredi à la neuvième heure, une bataille s'engagea entre les Romains et les Arabes de Mahomet, en Palestine, à douze milles à l'est de Gaza. Les Romains prirent la fuite et abandonnèrent le patrice BRYRDN, que les Arabes tuèrent. Près de quatre mille pauvres paysans de Palestine furent massacrés à cet endroit, des Chrétiens, des Juifs et des Samaritains. Les Arabes dévastèrent toute la région. »
« L'an 947, indiction IX [i. e. entre octobre 635 et septembre 636], les Arabes envahirent toute la Syrie et descendirent en Perse, qu'ils occupèrent. Les Arabes gravirent la montagne de Mardin et y tuèrent beaucoup de moines, dans les monastères de Qedar et de Bnōthō. Alors mourut le bienheureux Siméon, portier de Qedar, frère de Thomas le prêtre. »
On voit généralement dans cette dernière notice la signature de l'auteur, « Thomas le prêtre », vivant dans la région de Resh ‘Ayna (l'actuelle Ra’s al-‘Ayn), près de la montagne de Mardin. Le texte est donc appelé par certains auteurs Chronique de Thomas le prêtre. Andrew Palmer relève qu'entre 609 et 629 (période au cours de laquelle l'Empire byzantin perdit la région de Resh ‘Ayna au profit des Perses), la chronologie par indictions (correspondant à la fiscalité byzantine) n'est plus indiquée. La notice sur la bataille de l'année 634, près de Gaza, est l'une des premières attestations écrites du nom du prophète Mahomet.

## Éditions
- Jan Pieter Nicolaas Land (éd.), Anecdota Syriaca, t. I, Leyde, E. J. Brill, 1862, p. 1-24 (texte syriaque), p. 103-122 (traduction latine) (édition partielle, seulement la seconde partie à partir de Constantin).
- Ernest Walter Brooks (éd.), Chronica minora II = CSCO, vol. 3 (Scriptores Syri, vol. 3), p. 77-156 ; traduction latine par Jean-Baptiste Chabot, CSCO, vol. 4 (Scriptores Syri, vol. 4), p. 61-119, Paris, 1904.